# Przeworsk Gorliczyna
Przeworsk Gorliczyna – stacja techniczna w Przeworsku, w województwie podkarpackim, w Polsce. W latach 1946–1947 była stacją pasażerską.